# Les Trois-Domaines
Les Trois-Domaines is een gemeente in het Franse departement Meuse in de regio Grand Est, De gemeente maakt deel uit van het arrondissement Bar-le-Duc en telt 119 inwoners (2005).

## Geschiedenis
De gemeente werd op 1 januari 1973 gevormd door de fusie van Issoncourt, Mondrecourt en Rignaucourt.
Les Trois-Domaines maakte deel uit van het kanton Seuil-d'Argonne tot dit op 22 maart 2015 werd opgeheven en de gemeente werd opgenomen in het op die dag opgerichte kanton Dieue-sur-Meuse.

## Geografie
De oppervlakte van Les Trois-Domaines bedraagt 17,0 km², de bevolkingsdichtheid is 7,0 inwoners per km². De gemeente ligt halverwege Bar-le-Duc en Verdun en het station Meuse TGV van de hogesnelheidslijn LGV Est is daarom in Les Trois-Domaines gebouwd.
De onderstaande kaart toont de ligging van Les Trois-Domaines met de belangrijkste infrastructuur en aangrenzende gemeenten.

## Demografie
Onderstaande figuur toont het verloop van het inwonertal (bron: INSEE-tellingen).

Ambly-sur-Meuse · Ancemont · Autrécourt-sur-Aire · Bannoncourt · Baudrémont · Beaulieu-en-Argonne · Beausite · Belrain · Bouquemont · Brizeaux · Courcelles-en-Barrois · Courouvre · Dieue-sur-Meuse · Dompcevrin · Èvres · Foucaucourt-sur-Thabas · Fresnes-au-Mont · Génicourt-sur-Meuse · Gimécourt · Heippes · Ippécourt · Julvécourt · Kœur-la-Grande · Kœur-la-Petite · Lahaymeix · Landrecourt-Lempire · Lavallée · Lavoye · Lemmes · Levoncourt · Lignières-sur-Aire · Longchamps-sur-Aire · Ménil-aux-Bois · Les Monthairons · Neuville-en-Verdunois · Nicey-sur-Aire · Nixéville-Blercourt · Nubécourt · Osches ·  Pierrefitte-sur-Aire · Pretz-en-Argonne · Rambluzin-et-Benoite-Vaux · Récourt-le-Creux · Rupt-devant-Saint-Mihiel · Rupt-en-Woëvre · Saint-André-en-Barrois · Sampigny · Senoncourt-les-Maujouy · Seuil-d'Argonne · Sommedieue · Les Souhesmes-Rampont · Souilly · Thillombois · Tilly-sur-Meuse · Les Trois-Domaines · Vadelaincourt · Ville-devant-Belrain · Villotte-sur-Aire · Villers-sur-Meuse · Ville-sur-Cousances · Waly · Woimbey